# Boeing Truss-Braced Wing
Boeing Truss-Braced Wing (deutsch sinngemäß etwa „Durch Träger (oder Fachwerk) abgestrebte Tragflächen“) bezeichnet eine von Boeing entwickelte konstruktive Auslegung von Verkehrsflugzeugen mit abgestrebten Tragflächen hoher Streckung. Die Entwicklung erfolgte in mehreren Phasen und wies in Modellrechnungen und Windkanalversuchen die prinzipielle Eignung zur Treibstoff- und Lärmreduzierung bei zukünftigen Transportflugzeugen nach. Bis 2028 soll dieses Konzept in einem vollmaßstäblichen Versuchsflugzeug, das von der NASA die Bezeichnung X-66A erhielt, eingesetzt werden.

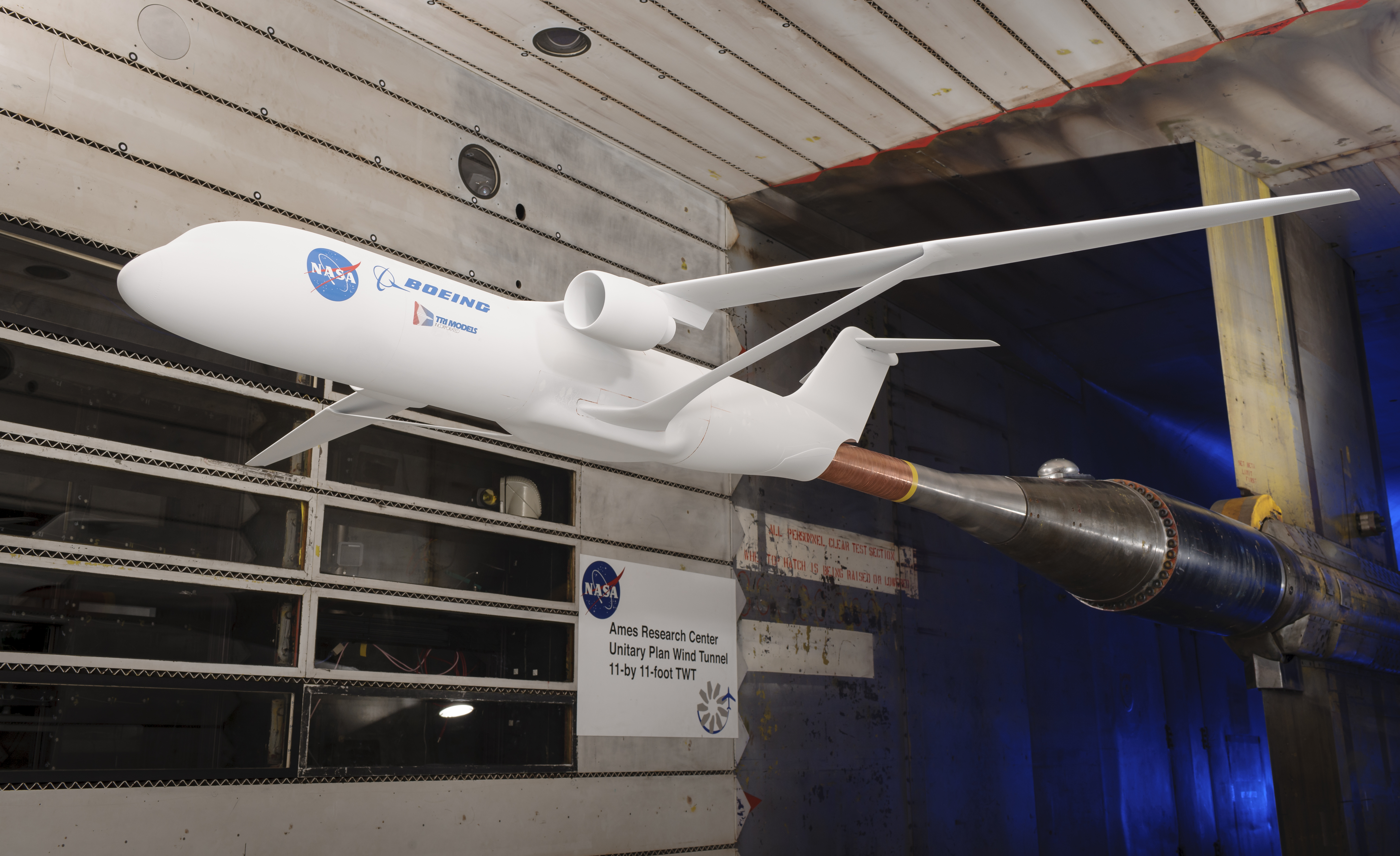
Modell im NASA-Windkanal in Ames (Stand 2017)

## Geschichte
Die Erhöhung der Streckung auf einen angestrebten Wert bis zu etwa 20, verringert den induzierten Widerstand der Tragfläche und wird als ein Mittel zur Reduzierung des Treibstoffverbrauchs von Transportflugzeugen angesehen. Damit einher geht jedoch eine Erhöhung der Tragflächenflexibilität, die zu Problemen bei der Aeroelastizität, besonders bei den Flattereigenschaften führt.
Im Jahr 2008 erteilte die NASA deshalb Aufträge an vier Institutionen, außer Boeing waren dies Northrop Grumman, General Electric/Cessna und das Massachusetts Institute of Technology. Es sollten wissenschaftliche Untersuchungen von Konzepten in diesem Bereich durchgeführt werden.
Boeing Research and Technology nannte sein Team Subsonic Ultra Green Aircraft Research (SUGAR). Zu den erarbeiteten fünf Konzepten gehörten zwei konventionelle Referenz-Konfigurationen (SUGAR Free (Boeing Model 765-093) und Refined SUGAR (Model 765-094)), die ähnlich der Boeing 737 ausgelegt waren. Weiterhin waren dies zwei Versionen eines neuen Konzeptes mit abgestrebten Tragflächen großer Spannweite (SUGAR High (Model 765-095) und das darauf basierende SUGAR Volt (Model 765-096)) sowie eine Hybrid-Wing-Body Konfiguration (SUGAR Ray, Model 765-097).
Die Phase 1 des NASA-Programms lief von Oktober 2008 bis März 2010 und war dem NASA-Programm N+3 (3 Technik-Generationen weiter als der aktuelle Zustand) zugeordnet, das fortgeschrittene Konzepte und Techniken für Transportflugzeuge darstellt, die im Zeitraum 2030 bis 2035 einsatzfähig sein sollten.
Aufbauend auf den Empfehlungen der Phase 1 führte die NASA bis 2012 die Phase 2 durch.
Nachfolgend wurden bis 2019 umfangreiche Untersuchungen im Windkanal durchgeführt, die zu Verbesserungen der Tragflügelkonzeption führten.

## Phase 1

### SUGAR High
Der Zusatz High steht für große Spannweite, hohe Streckung und eine hohe Gleitzahl (Verhältnis von Auftrieb zu Widerstand). Dieses Konzept soll im Vergleich zu einem konventionellen Flugzeug für eine Treibstoffersparnis von 8 % sorgen. Außerdem erlaubt die Tragflächenanordnung die Verwendung von Turbofans mit großem Bläser oder den Einsatz von Open-Rotor-Triebwerken.

### SUGAR Volt

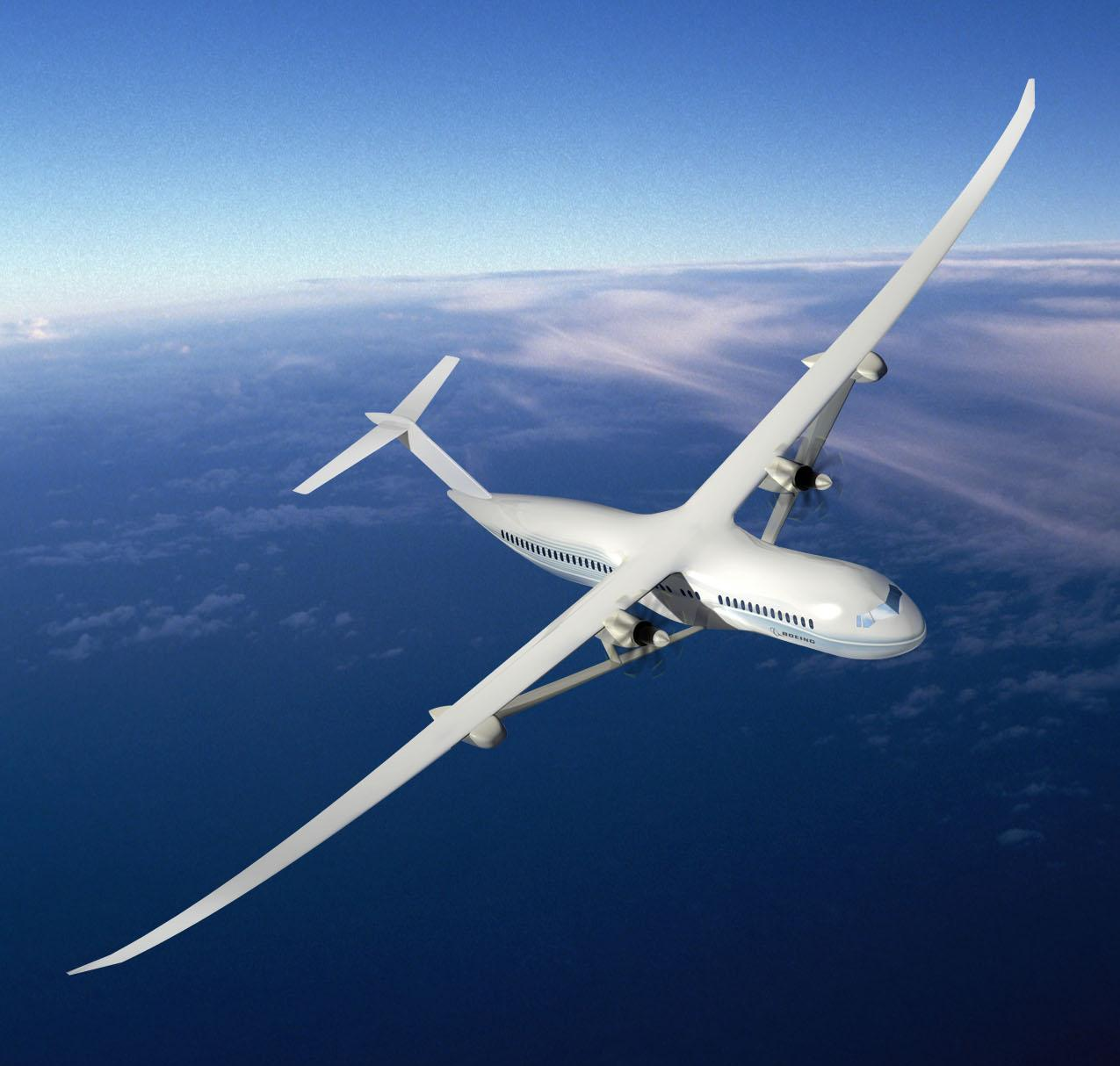
Künstlerische Darstellung der Boeing SUGAR Volt

SUGAR Volt ist ein Hybridflugzeug, das auf dem SUGAR High-Konzept basiert. SUGAR Volt soll zwei Hybrid-Turbofans verwenden, die beim Start konventionellen Düsentreibstoff verbrennen und dann die Triebwerke während des Fluges mit Elektromotoren antreiben. Der „Volt“-Teil des Namens legt nahe, dass es zumindest teilweise mit Strom versorgt wird.
SUGAR Volt hätte heute etwa 70 Prozent weniger Emissionen als durchschnittliche Verkehrsflugzeuge. Die Lärmbelästigung wird auch geringer sein als bei heutigen Verkehrsflugzeugen. Dieser hybridelektrische Ansatz muss jedoch gegen erhöhte Komplexität, großen Elektromotor und Größe und Gewicht der Batterie abgewogen werden. Durch die teilweise Nutzung elektrischer Energie kann der spezifische Kraftstoffverbrauch (SFC) im Vergleich zu einer Turbinen-Standardkonstruktion (Turbofan oder Turboprops mit niedrigerem Verbrauch) reduziert werden.

## Phase 2
Das in der SUGAR-Phase-1 aus Boeing Research and Technology, Boeing Commercial Airplanes, General Electric und Georgia Tech bestehende Entwicklerteam wurde in der Phase 2 um Virginia Tech, NextGen Aeronautics und Microcraft erweitert. Die NASA ordnet diese Untersuchungen der Generation „N+4“ zu, was bedeutet, dass die Techniken und Konzepte etwa 2040 bis 2045 einsatzreif sein sollten.
In der Phase 2 wurden die folgenden Techniken als geeignet für Transportflugzeuge der 2040er Jahre festgestellt: Flüssigerdgas (LNG), Wasserstoff, Brennstoffzellenhybride, batterieelektrische Hybride, kalte Fusion (LENR), Grenzschichtabsaugung, Open-Rotor-Technik und neue Propellertechnologien. Das Boeing-Team schlug dabei Konfigurationen mit Kombinationen der unterschiedlichen Technologien vor. Eine Konfiguration war die SUGAR Freeze.
In der nächsten Phase der Entwicklung des Boeing Truss-Braced Wing wurden bis 2019 umfangreiche Windkanalversuche durchgeführt.

## Transonic Truss-Braced Wing
Am 8. Januar 2019 stellte Boeing sein bisher letztes Konzept des Transonic Truss-Braced Wings vor. Diese Konfiguration ist das Ergebnis von umfangreichen Untersuchungen im Windkanal des NASA Ames Research Centers. Die erreichbaren Fluggeschwindigkeiten konnten durch eine höhere aerodynamische Effektivität gegenüber dem ursprünglichen Truss-Braced Wing von Mach 0,70–0,75 in den transsonischen Bereich auf Mach 0,80 erhöht werden. So weist z. B. der vorher gerade Tragflügel nun eine deutliche Pfeilung auf. Verglichen mit Flugzeugen mit freitragenden Flügeln sollte auch der Treibstoffverbrauch um 8 bis 10 % reduziert werden. Der Flügel ist klappbar außerhalb der Streben, um dieselben Flugsteige wie für die 36 m große Boeing 737 verwenden zu können. (ICAO-Flugplatzcode C)
Später im Jahr 2019 sollten Untersuchungen im 4,3 × 6,7 m großen Unterschallwindkanal der NASA in Langley folgen. Nach dem UEST-Plan der NASA, der in der New Aviation Horizons-Flugdemonstration von 2023 beschrieben wurde, könnte ein X-Flugzeug im Originalmaßstab entwickelt und getestet werden. Boeing schlug vor, eine mit Turbofans angetriebene MD-80 zu modifizieren. Für die Serienversion würde jedoch ein Parallel-Hybrid-Elektroantrieb auf Basis des Rolls-Royce LibertyWorks 'EVE-Konzept eines Getriebefans zum Einsatz kommen. Mit einem 1,5 MW (2000 PS) starken Elektromotor / Generator, der zwischen dem Verdichter und dem Fan mit variablem Schaufelwinkel montiert ist, wird beim Start zusätzliche Leistung durch Batterien eingespeist. Ein am Heck montiertes Gebläse zur Grenzschichtabsaugung würde den langsamen Luftstrom über den Rumpf aufnehmen, der Strömung wieder Energie zuführen und ein Ablösen verhindern.

## X-66A
Im Juni 2023 erhielt das Projekt die neue Bezeichnung X-66A unter der ein vollmaßstäbliches Versuchsflugzeug entwickelt werden soll. Der Erstflug ist für 2028 geplant, dazu soll eine McDonnell Douglas MD-90 gekürzt und mit neuen schmalen, abgestrebten Flügeln mit einer hoher Streckung ausgestattet werden.